# Blechnum australe
Blechnum australe là một loài dương xỉ trong họ Blechnaceae. Loài này được L. mô tả khoa học đầu tiên năm 1767.